# Франсіско Руїс-Тагле
Франсіско Антоніо Паскуаль де ла Асенсіон Руїс де Тагле і Порталес (ісп. Francisco Antonio Pinto y Díaz de la Puente; 1790 — 23 березня 1860) — чилійський політичний, громадський і державний діяч, тимчасовий Президент Чилі в 1830 році.

## Біографія
В молодості служив офіцером міліції в привілейованому полку. У 1810 році брав участь в чилійській війні за незалежність.
Після битви при Майпу став членом Консервативної партії. З 1811 представляв провінцію Лос-Андес в парламенті країни. З 1812 по 1814 рік — сенатор Чилі та голова Сенату (1813—1814), в 1814 році — мер Сантьяго; в лютому 1817 року став губернатором провінції. Урядовець хунти. У 1822 році став суперінтендантом поліції Сантьяго. Обіймав посаду міністра фінансів при Франсіско Антоніо Пінто.
Брав участь в перетвореннях, пов'язаних з незалежністю Чилі. 17 лютого 1830 року був обраний тимчасовим президентом республіки. 30 березня того ж року пішов з поста.